# Indisk skovstork
Indisk skovstork (latin: Mycteria leucocephala) er en storkefugl, der lever i Indien og Sydøstasien.